# 彼得斯瓦尔德-勒弗尔沙伊德
彼得斯瓦尔德-勒弗尔沙伊德（德語：Peterswald-Löffelscheid，發音：[ˈpeːtɐsvalt ˈlœfl̩ʃaɪt]）是德国莱茵兰-普法尔茨州科赫姆-采尔县的市镇，面积15.33平方千米，2023年12月31日人口为765人。